# 多里斯·米勒
多里斯·“多里”·米勒（英語：Doris "Dorie" Miller，1919年10月12日—1943年11月24日）是美国海军的一位非裔美国人厨师，1941年12月7日的珍珠港事件中的英雄。他还是第一位被授予美国海军第二高荣誉——海军十字勋章的非裔美国人。

## 生平
多里斯·米勒生于德克萨斯州的韦科，他在1939年加入了美国海军。由于当时不允许非裔美国人成为军舰上的正式战斗人员，身高6英尺3英寸（约1.91米）体重两百多磅（约91千克）的米勒无缘战斗岗位，只能从事繁重艰苦的舰上勤务工作。不过在军中他晋升很快，不久他成为了三等厨师。开始他在美国海军毕罗号（USS Pyro）上服役，在1940年1月，他被调到西維珍尼亞號（USS West Virginia (BB-48)）上。在那里，还成为了舰上的重量级拳击冠军。之后，他还曾在1940年7月于內華達號上短暂服役，之后他又回到西弗吉尼亚号上服役，直至1941年12月日军发动珍珠港事件为止。
当时米勒在洗衣房收拾衣服，不过当他发现洗衣房已经损坏以后，他又被命令把伤员抬离甲板。此时，他发现了一座装满弹药却没人使用的勃朗宁.50口径高射機槍。虽然之前没有受过任何正规的武器使用训练，米勒还是凭着脑海中战友使用机枪的印象，操纵起机枪向日军飞机猛烈开火。在战斗中，米勒至少击落一架日本飞机，直到他发现弹药用光并被命令弃船逃生为止。一周后，他被派往美国海军印第安纳波利斯号重型巡洋舰 (CA-35)（USS Indianapolis (CA-35)）上服役，此后直至1943年，他都没有回到过美国本土。
虽然开始他的英雄行为并没有得到重视，不过之后一家非裔美国人新闻社刊发了一篇记录这位珍珠港事件中的黑人英雄事蹟的报道，并在报道中要求海军方面承认米勒的英雄举动。
最后，在1942年5月27日，海军上将切斯特·W·尼米兹在企業號的甲板上，亲自授予多里斯·米勒海军十字勋章。在讲话中，尼米兹强调“这标志着太平洋舰队的成员第一次在战斗中作出如此前所未有的贡献”。而在一个月之前的1942年4月7日，美国海军部长弗兰克·诺克斯（Frank Knox）也签署了一份命令，允许非裔美国人参与军队中的一般服役，尽管与此同时，海军中的种族隔离依然没有消除。

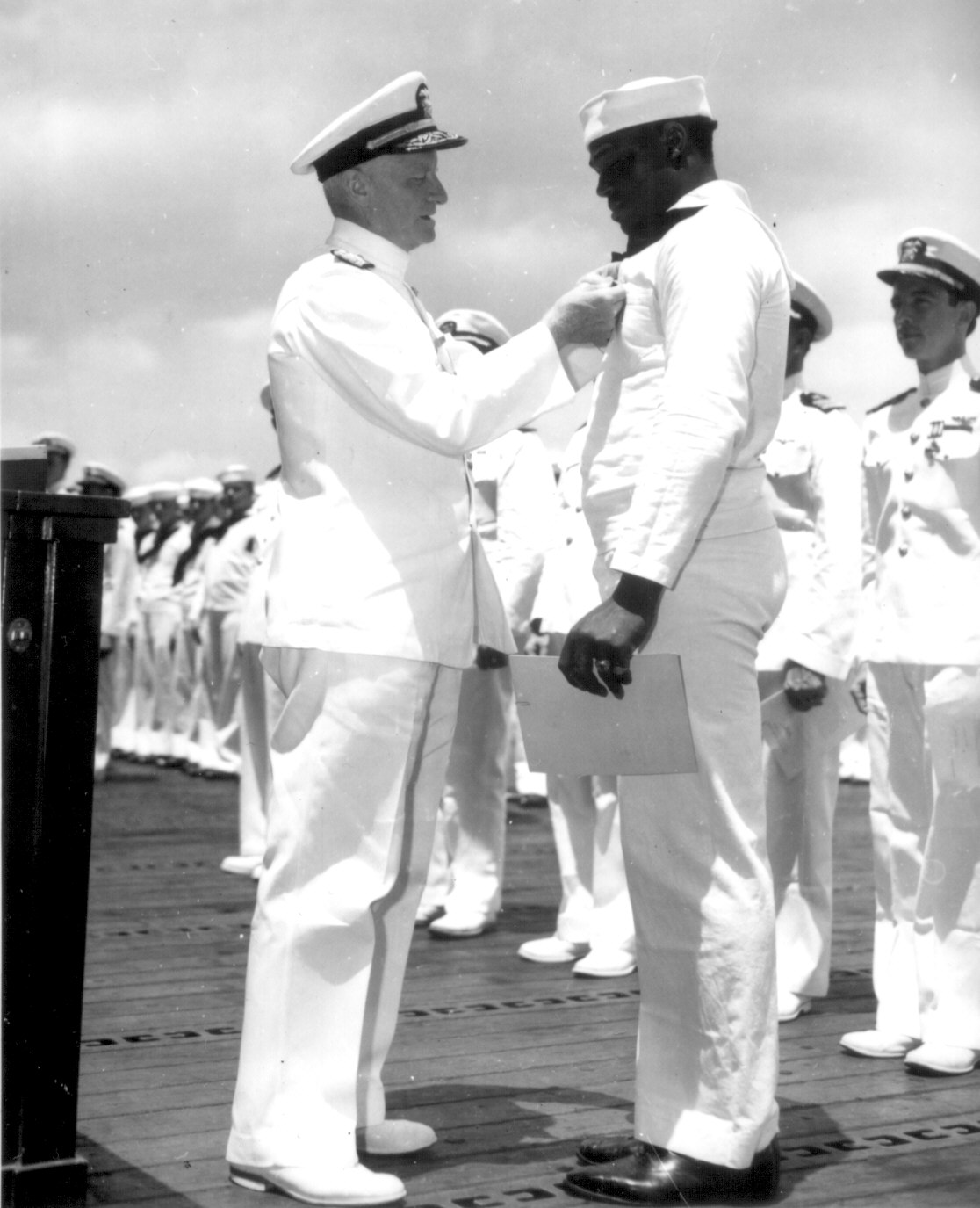
1942年5月27日，切斯特·W·尼米兹海军上将在企业号航空母舰甲板上主持授勋，向多里斯·米勒颁发海军十字勋章

1943年春，米勒被派往美国海军利斯康灣號護航航空母艦（USS Liscome Bay (CVE-56)）上服役。在那里他仍然以舰上勤务人员的身份服役，直到这艘航空母舰在参与塔拉瓦战役中的“迦伐尼行动”（Operation Galvanic）时，于1943年11月24日被击沉为止。他的遗体事后没有被发现。一年后的1944年11月25日，多里斯·米勒被宣布死亡。
除了在世时被授予的海军十字勋章以外，米勒还被追授紫心勋章、全舰队官兵被集体授予的美國防禦服役獎章（American Defense Service Medal）、太平洋戰爭獎章（Asiatic-Pacific Campaign Medal）以及第二次世界大戰勝利獎章。
1973年6月30日，为了纪念多里斯·米勒的壮举，美国海军决定将诺克斯级护卫舰（Knox-class frigate）的其中一艘命名为米勒号 (FF-1091)（USS Miller (FF-1091)）。同时，为了与这艘新舰相区别，另一艘米勒号 (DD-535)被改名为“詹姆斯·米勒号”（后者是以美国内战期间因英雄行为被授予荣誉勋章的后勤军需官詹姆斯·米勒（James Miller）命名的）。
1991年10月11日，一座由Alpha Kappa Alpha Sorority捐赠雕刻的米勒铜像，在珍珠港美国海军基地的米勒家族公园（Miller Family Park）揭幕。
2020年1月18日，美國海軍學院（United States Naval Institute）及美國海軍宣布計劃將第四艘福特級核動力航空母艦命名為多里斯·米勒號（USS Doris Miller (CVN-81)）。

## 流行文化
在1970年上映的电影《虎！虎！虎！》中，米勒由演员Elven Havard扮演。
在2001年上映的电影《珍珠港》中，著名演员小古巴·古丁（Cuba Gooding Jr.）扮演了米勒。